# Meren van Covadonga
De Meren van Covadonga (ook wel Meren van Enol, Spaans: Lagos de Covadonga of Lagos de Enol) zijn twee gletsjermeren in de Spaanse regio Asturië. Het Enolmeer en het Ercinameer heten samen de Meren van Covadonga en liggen op een hoogte van 1134 meter in het Picos de Europa-gebergte. De meren vormen het hart van het Nationaal Park Picos de Europa.

## Ronde van Spanje
De weg omhoog naar de Meren van Covadonga is geregeld onderdeel van het parcours van wielerwedstrijden. Vooral in de Ronde van Spanje is het de laatste jaren opgenomen als zware slotklim. Het is vaak een scherprechter voor het algemeen klassement.
De weg naar de meren begint in het dorp Covadonga en is 12,6 kilometer lang met een stijgingspercentage van 7,3 procent. Het hoogteverschil is 1056 meter. Het zwaarste stuk van de helling heet La Huesera, ligt op zeven kilometer van de top en heeft een gemiddelde stijging van 15 procent over 800 meter.
De beklimming naar de Lagos de Covadonga maakt sinds 1983 vaak deel uit van de Ronde van Spanje, steeds als finishplaats van een etappe. Zowel geroemde klimgeiten als renners met een regelmatige tred zijn er als eerste boven gekomen. De vrouwenversie van de Vuelta had zijn finish hier in 2023, Demi Vollering won de etappe. 
| Jaar | Naam                | Land                |
| ---- | ------------------- | ------------------- |
| 1983 | Marino Lejarreta    | Spanje              |
| 1984 | Reimund Dietzen     | Duitsland           |
| 1985 | Pedro Delgado       | Spanje              |
| 1986 | Robert Millar       | Verenigd Koninkrijk |
| 1987 | Luis Herrera        | Colombia            |
| 1989 | Álvaro Pino         | Spanje              |
| 1991 | Luis Herrera        | Colombia            |
| 1992 | Pedro Delgado       | Spanje              |
| 1993 | Oliverio Rincón     | Colombia            |
| 1994 | Laurent Jalabert    | Frankrijk           |
| 1996 | Laurent Jalabert    | Frankrijk           |
| 1997 | Pavel Tonkov        | Rusland             |
| 2000 | Andrej Zintsjenko   | Rusland             |
| 2001 | Juan Miguel Mercado | Spanje              |
| 2005 | Eladio Jiménez      | Spanje              |
| 2007 | Vladimir Jefimkin   | Rusland             |
| 2010 | Carlos Barredo      | Spanje              |
| 2012 | Antonio Piedra      | Spanje              |
| 2014 | Przemysław Niemiec  | Polen               |
| 2016 | Nairo Quintana      | Colombia            |
| 2018 | Thibaut Pinot       | Frankrijk           |
| 2021 | Primož Roglič       | Slovenië            |
| 2024 | Marc Soler          | Spanje              |